# Paracycnotrachelus dilucidus
Paracycnotrachelus dilucidus es una especie de coleóptero de la familia Attelabidae.

## Distribución geográfica
Habita en las Filipinas.